# Agostino Pertusi

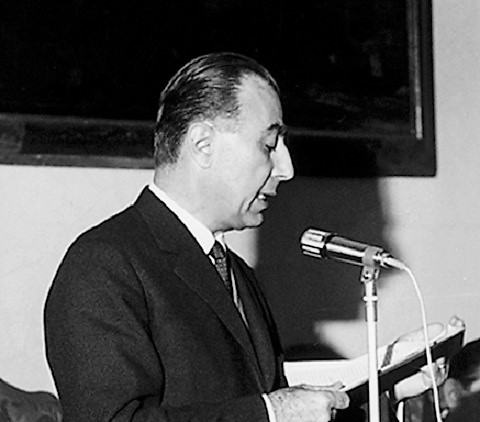
Pertusi im Jahr 1967

Agostino Pertusi (* 19. April 1918 in Piacenza; † 25. Januar 1979 in Mailand) war ein italienischer Klassischer Philologe, Byzantinist und Hochschullehrer an der Università Cattolica del Sacro Cuore.

## Leben und Werk
Agostino Pertusi war der Sohn von Ugo und Giovanna Bassoli. Der Vater seiner Mutter wiederum, Gaetano, war Violinist und arbeitete seinerzeit mit Giuseppe Verdi zusammen. 1921 zog seine Familie nach Mailand. Pertusi studierte bis 1941 Byzantinische Philologie an der Università Cattolica del Sacro Cuore, wo er Schüler des Gräzisten Raffaele Cantarella (1898–1977) war. In seiner Laurea befasste er sich mit der Übersetzung aus dem Lateinischen in der byzantinischen Kultur vom Konzil von Ephesos bis zu den Palaiologen.
Am Ende des Zweiten Weltkriegs nahm Pertusi seine Arbeit als Assistent an der Università Cattolica del Sacro Cuore auf. 1949 wurde er als Lehrer am Ginnasio superiore von Macerata angenommen, doch ging er an die Freie Universität Brüssel, wo er bei Henri Grégoire hörte. Nach seiner Rückkehr nach Mailand wurde Pertusi Lektor für griechische Sprache in den Jahren 1951 bis 1954, ab 1954/55 lehrte er byzantinische Philologie und wurde schließlich 1958 zum ordentlichen Professor für byzantinische Philologie berufen, 1973 übernahm er den Lehrstuhl für griechische Literatur. 1968 bis 1971 saß er der Facoltà di Lettere e Filosofia als Dekan vor, um danach 1971 Direktor des Instituts für Klassische Philologie zu werden.
Daneben arbeitete er mit der venezianischen Fondazione Giorgio Cini zusammen, wo er dem Istituto Venezia e l’Oriente vorstand. In der Bibliothek des Hauses gründete er die sezione bizantinistica e veneto-orientale. Ab 1963 war er Direktor der Studi veneziani und ab 1964 bis zu seinem Tode Direktor des Istituto di Storia della Società e dello Stato Veneziano. Außerdem gehörte er dem Consiglio direttivo des Centro Italiano di Studi sull’Alto medioevo in Spoleto und dem Istituto Storico Italiano per il Medio Evo in Rom an. Ab 1969 war er Vizepräsident der Association Internationale des Études du Sud-Est Européen, deren Generalsekretär er 1971 wurde. Diese Position erlangte er im selben Jahr bei der Association Internationale des Études Byzantines (bis 1976), um danach ihr Vizepräsident zu werden.
Im Mittelpunkt seiner editorischen Tätigkeit stand das Corpus Fontium Historiae Byzantinae.

## Veröffentlichungen (Auswahl)
Agostino Pertusi hinterließ mehr als 150 Publikationen, hinzu kommen 30 posthume Schriften, die letzte erschien 2004.

### Textausgaben
- Costantino Porfirogenito, De Thematibus, introduzione, testo critico, commento, Città del Vaticano 1952 (Studi e Testi, 160).
- Scholia vetera in Hesiodi Opera et Dies, Mailand 1955.
- Giorgio di Pisidia, Poemi, Bd. 1: Panegirici epici, edizione critica, traduzione e commento, Ettal 1959 (Studia Patristica et Byzantina, 7).
- La caduta di Costantinopoli. Band 1: Le testimonianze dei contemporanei. Bd. 2: L’eco nel mondo (Scrittori greci e latini), Mondadori, Mailand 1976.
- Testi inediti e poco noti sulla caduta di Costantinopoli, hrsg. von Antonio Carile (= Mondo medievale. Sezione di storia bizantina e slava, 4), Pàtron, Bologna 1983.

### Sonstige Schriften
- Angelo Mai scopritore ed editore di testi greci classici e bizantini, in: Bergomum 28 (1954) 167–193.
- Nuova ipotesi sull’origine dei «temi» bizantini, in: Aevum 28 (1954) 126–150.
- Dei poemi perduti di Giorgio di Pisidia, in: Aevum 30 (1956) 395–427.
- L’encomio di S. Anastasio, martire persiano, in: Analecta Bollandiana 76 (1958) 5–63.
- La scoperta di Euripide nel primo Umanesimo, in: Italia Medioevale e Umanistica 3 (1960) 101–152.
- L’iscrizione torcellana dei tempi di Eraclio, in: Bollettino dell’Istituto di Storia della Società e dello Stato Veneziano 4 (1962) 9–38.
- Leonzio Pilato fra Petrarca e Boccaccio. Le sue versioni omeriche negli autografi di Venezia e la cultura greca del primo Umanesimo, Istituto per la collaborazione culturale, Venedig/Rom 1964.
- Quedam regalia insignia. Ricerche sulle insegne del potere ducale a Venezia durante il medioevo, in: Studi Veneziani 7 (1965) 3–123.
- (Hrsg.): Venezia e l’Oriente fra tardo Medioevo e Rinascimento, Sansoni, Florenz 1966.
- (Hrsg.): Storiografia umanistica e mondo bizantino, Istituto siciliano di studi bizantini e neoellenici, Palermo 1967.
- Ordinamenti militari, guerre in Occidente e teorie di guerra dei Bizantini (secc. VI-X), in: Ordinamenti militari in Occidente nell’alto medioevo. Settimane di studio del Centro Italiano di Studi sull’alto medioevo. Spoleto, 30 marzo – 5 aprile 1967, Spoleto 1968, S. 631–700.
- In margine alla questione dell’umanesimo bizantino: il pensiero politico del cardinale Bessarione e i suoi rapporti con il pensiero di Giorgio Gemisto Pletone, in: Rivista di Studi Bizantini e Neoellenici 5 (1968) 95–104.
- I primi studi in Occidente sull’origine e la potenza dei Turchi, in: Studi Veneziani 12 (1970) 465–522.
- (Hrsg.): La storiografia veneziana fino al XVI secolo. Aspetti e problemi, Olschki, Florenz 1970.
- Rapporti tra il monachesimo italo-greco ed il monachesimo bizantino nell’alto medioevo, in: La Chiesa greca in Italia dall’VIII al XVI secolo. Atti del convegno storico interecclesiale, Bari, 30 aprile – 4 maggio 1969, Padua 1972, S. 473–520.
- Monaci e monasteri della Calabria bizantina, in: Calabria bizantina. Vita religiosa e strutture amministrative. Atti del primo e secondo Incontro di studi bizantini, Reggio Calabria 1974, S. 17–46; 159–181.
- Giustiniano e la cultura del suo tempo, in: Gian Gualberto Archi (Hrsg.): L’imperatore Giustiniano. Storia e mito. Giornate di studio a Ravenna, 14–16 ottobre 1976, Mailand 1978, S. 181–199.

Posthum erschienen:
- Venezia e Bisanzio: 1000–1204, in: Dumbarton Oaks Papers 33 (1979) 1–22.
- Chiara Faraggiana di Sarzana (Hrsg.): Martino Segono di Novo Brdo, vescovo di Dulcigno. Un umanista serbo-dalmata del tardo Quattrocento. Vita e opere, Rom 1981.
- Sopravvivenze pagane e pietà religiosa nella società bizantina dell’Italia meridionale, in: Tradizione di pietà e tradizione scrittoria nella Calabria greca medievale. Atti del quarto e quinto Incontro di studi bizantini, Reggio Calabria 1983, S. 17–46
- Enrico Morini (Hrsg.): Fine di Bisanzio e fine del mondo. Significato e ruolo storico delle profezie sulla caduta di Costantinopoli in Oriente e Occidente, Rom 1988.
- Gian Battista Parente (Hrsg.): Saggi veneto-bizantini, Florenz 1990.
- Carlo Maria Mazzucchi (Hrsg.): Bisanzio e i Turchi nella cultura del Rinascimento e del Barocco. Tre saggi di Agostino Pertusi, Vita & Pensiero, Mailand 2004.